# Kristen Hager

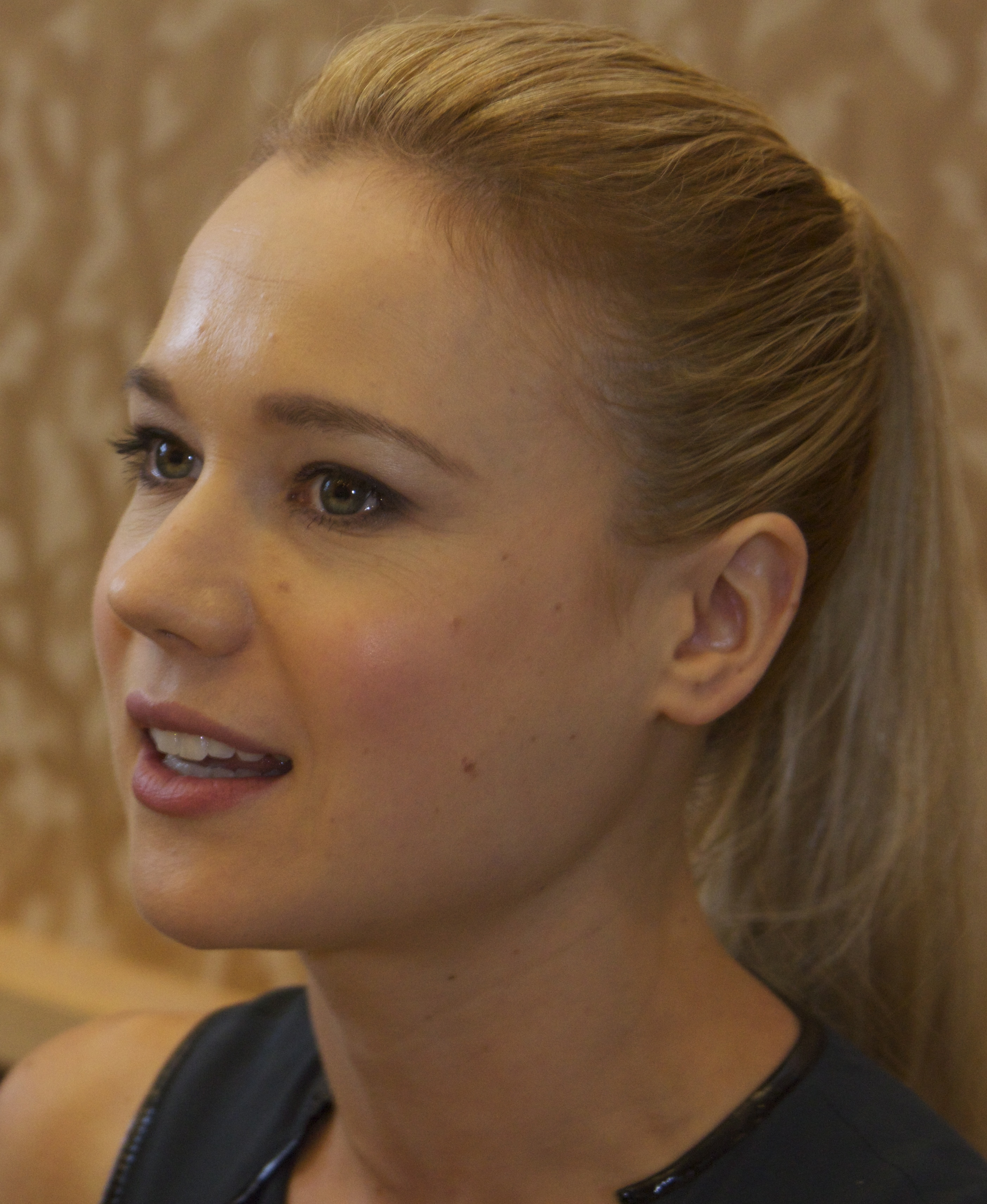
Kristen Hager (2013)

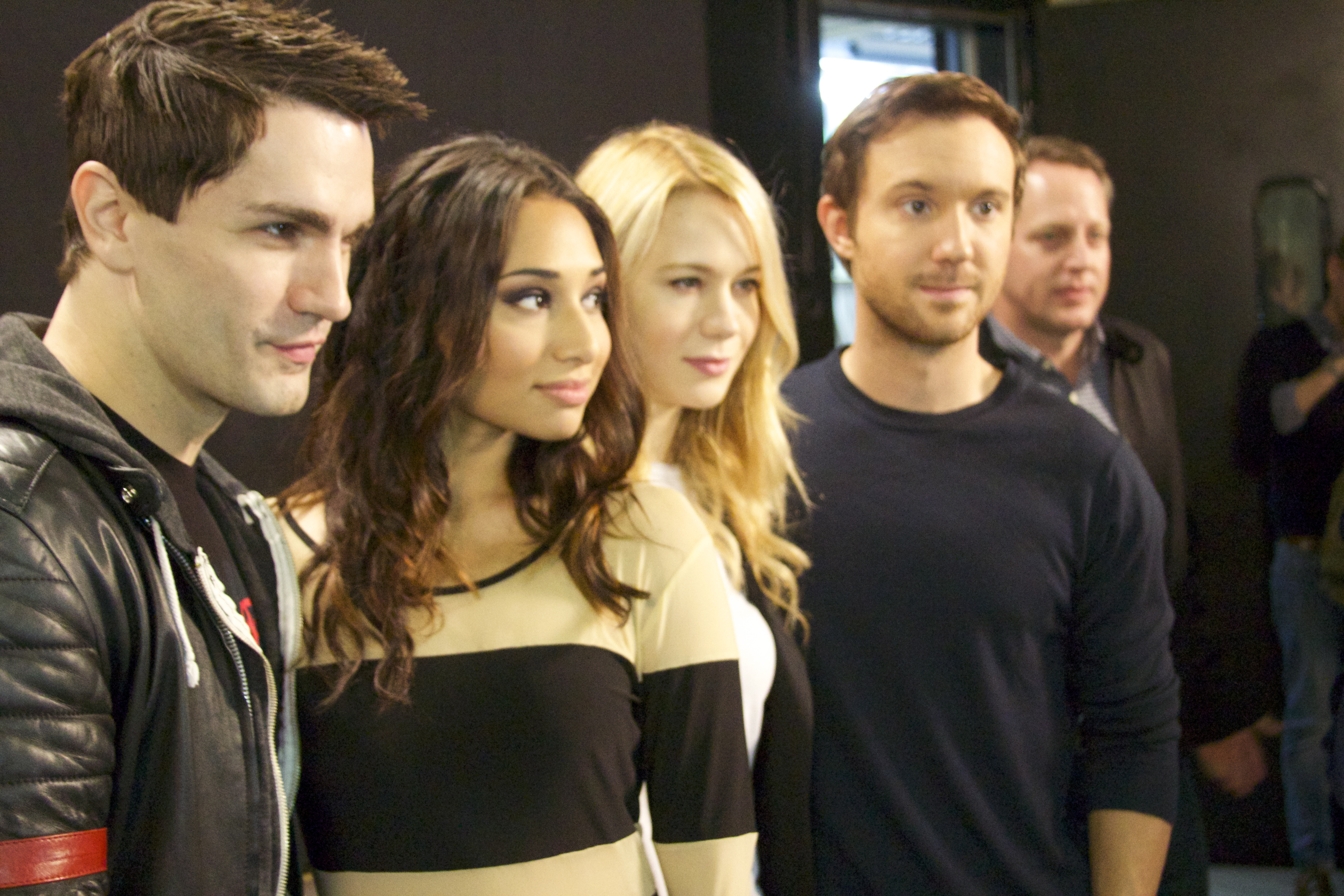
Kristen Hager (rechts)

Kristen Hager (* 2. Januar 1984 in Red Lake, Ontario) ist eine kanadische Schauspielerin mit schwedischen Wurzeln.

## Karriere
Kristen Hager hatte ihren ersten Auftritt in der TV-Miniserie Beach Girls im Jahr 2005. 2009 spielte sie 35 Folgen lang die Rolle der Sophie Gracen in Valemont. Von 2011 bis 2014 stand sie als Nora in Being Human vor der Kamera. Ein Jahr später übernahm sie die Rolle der Kylie in der Serie Runaway mit Donnie Wahlberg. Ihre bedeutendsten Kino-Rollen hatte sie in den Filmen Aliens vs. Predator 2 (2007), I’m Not There (2007), Wanted (2008) und A Little Bit Zombie (2012).

## Filmografie (Auswahl)
- 2005: Beach Girls (Miniserie, 6 Episoden)
- 2005: Recipe for a Perfect Christmas (Fernsehfilm)
- 2007: I’m Not There (Path of Destruction)
- 2007: Aliens vs. Predator 2 (Aliens vs. Predator: Requiem)
- 2008: Wanted
- 2009: You Might as Well Live
- 2009: Leslie, My Name Is Evil
- 2009: Valemont (Fernsehserie, 35 Episoden)
- 2009: Navy CIS: L.A. (NCIS: Los Angeles, Fernsehserie, Episode 2x23)
- 2010: Ties That Bind (Fernsehfilm)
- 2011: Servitude
- 2011–2014: Being Human (Fernsehserie, 39 Folgen)
- 2012: A Little Bit Zombie
- 2013: The Right Kind of Wrong
- 2014: The Barber
- 2015: Masters of Sex (Fernsehserie, Folge 3x06)
- 2015: The Expanse (Fernsehserie, Pilotfolge)
- 2016: In Embryo
- 2017: Die Kennedys: After Camelot (The Kennedys: After Camelot, Miniserie, 4 Episoden)
- 2017: Law & Order: Special Victims Unit (Fernsehserie, Folge 18x18)
- 2017: Ransom (Fernsehserie, Folge 1x10)
- 2018: Navy CIS: New Orleans (NCIS: New Orleans, Fernsehserie, Folge 4x12)
- 2018: A Billion Stars – Im Universum ist man nicht allein (Clara)
- 2018–2020: Condor (Fernsehserie, 18 Folgen)
- 2019: The Turkey Bowl
- 2019: What/If (Fernsehserie, 3 Folgen)
- 2020: Hunted – Blutiges Geld (Blood and Money)
- 2021–2022: Chicago Med (Fernsehserie, 14 Folgen)
- 2025: Suits LA (Fernsehserie)